# Jean Gaspard Julien de Godailh
Jean Gaspard Julien de Godailh est un homme politique français né le 6 janvier 1764 à Tournon-d'Agenais (Lot-et-Garonne) et décédé le 9 octobre 1840 à Agen (Lot-et-Garonne).
Officier d'artillerie, il devient ensuite professeur de grammaire à l'école centrale d'Agen. Secrétaire général de la préfecture de Lot-et-Garonne sous le Consulat, il est député de 1803 à 1815. Il prend sa retraite de conseiller de préfecture en 1828.

## Sources
- « Jean Gaspard Julien de Godailh », dans Adolphe Robert et Gaston Cougny, Dictionnaire des parlementaires français, Edgar Bourloton, 1889-1891 [détail de l’édition]